# Франческо Мороне
Франческо Мороне (на италиански: Francesco Morone, * между 1470 и 1472 във Верона; † 16 май 1529 също там) е италиански художник.
Той е син и ученик на художника Доменико Мороне (ок. 1442–ок. 1517).